# 蒂芬妮·哈戴許
蒂芬妮·莎拉·科尼利亞·哈戴許（1979年12月3日—），美國女演員、喜劇演員和作家。在幾部電視劇中擔任客串之後，她因NBC電視情景喜劇《傑洛向前衝》（2015年至2017年）中的妮凱莎·威廉斯（Nekeisha Williams）一角而聞名。2017年又憑喜劇片《閨蜜假期》和客串《週六夜現場》而獲得好評，其中後者為她贏得了黃金時段艾美獎最佳喜劇類影集客串女演員。
2021年，她憑藉喜劇專輯《黑色戒律》（Black Mitzvah）贏得葛萊美獎最佳喜劇專輯。

## 外部連結
- Tiffany Haddish在互联网电影资料库（IMDb）上的資料（英文）
- 在AllMovie上蒂芬妮·哈戴許的頁面（英文）